# 亨比布里奇 (北卡羅萊納州)
亨比布里奇（英語：Hemby Bridge）是一個位於美國北卡羅萊納州尤寧縣的城鎮。

## 人口
根據2020年美國人口普查的數據，亨比布里奇的面積為6.04平方千米，當中陸地面積為5.93平方千米，而水域面積為0.11平方千米。當地共有人口1615人，而人口密度為每平方千米267人。